# Mads Albæk
Mads Winther Albæk (født 14. januar 1990) er en dansk fodboldspiller, der spiller for den tyske klub SC Weiche 08.

## Ungdomskarriere

### Herfølge Boldklub (ungdom)
Han begyndte karrieren i Gadstrup Fodbold og kom i 2001 til Herfølge Boldklub. I sin tid i Herfølge var han til prøvetræning i de udenlandske klubber SC Heerenveen og Tottenham Hotspurs.

## Klubkarriere

### FC Midtjylland
Mads skiftede i 2004 til FCM og spillede fire år for klubbens ungdomshold. Herefter blev han i 2008 permanent rykket op på førsteholdet.
I forbindelse med, at han blev rykket op på førsteholdet, fik han sig også en professionel kontrakt, som han skrev under på i januar 2008. Den 28. februar 2009 debuterede Albæk officielt for sin klub, da han startede inde i opgøret imod Esbjerg fB.
I marts 2010 underskrev Albæk en kontraktforlængelse med sin klub, så den nu udløb sommeren 2014. I juli 2011 blev Albæk udnævnt som FCMs nye viceanfører.
Albæk havde i en periode ikke været i god form, og det gjorde det ikke bedre, at han i marts 2012 var ude en måned pga. en skulder, som var gået ud af led.
Ved FC Midtjyllands spilleauktion 24. oktober 2012 fik han Bettingexpert som personlig sponsor sæson 2012 og 2013.
FCM skulle vælge en årets spiller for 2013, og her faldt valget på Mads Albæk. Han spillede 32 kampe i Superligaen og scorede ni gange. Det gjorde ham også til topscorer.

### Stade Reims
Den 19. juni 2013 skiftede Mads Albæk til Stade Reims i Frankrig. Han fik trøjenummer 17. Den 18. august samme år fik han debut for sin nye klub, hvor han bl.a. bidrog med et mål i 2-1 sejren over Lille OSC.
I sin anden sæson i klubben fik Albæk efterhånden svært ved at bevare sin plads på holdet, blandt andet på grund af en skade, og i sommeren 2015 søgte han derfor væk fra Reims. Hans nye klub blev svenske IFK Göteborg.

### IFK Göteborg
I august 2015 skrev Albæk under på en toårig kontrakt med den svenske klub IFK Göteborg. Han spillede sin første kamp for klubben blot fem dage senere mod BK Häcken.
Ifølge svenske medier afslog IFK Göteborg et bud på Albæk fra MLS-klubben Toronto FC i januar 2017.

### 1. FC Kaiserslautern
Han skrev i starten af juli 2017 under på en toårig kontrakt med den tyske klub 1. FC Kaiserslautern, der på daværende tidspunkt spillede i 2. Bundesliga. Hurtigt blev en del af klubben, og han spillede sin første træningskamp den 22. juli 2017 hjemme mod Derby Country F.C., og en uge senere blev han en del af Mannschaftsrat, der er en gruppe på fire-fem spillere, der skulle agere som bindeled mellem trup og træner. Han fik sin officielle debut den 30. juli 2017, da han startede inde og spillede alle 90 minutter i et 3-0-nederlag ude til 1. FC Nürnberg.
Han døjede i løbet af efteråret 2017 med smerter i hofte- og lyskeregionen, og efter flere måneders smerter spillede han sin sidste kamp i 2. Bundesliga den 28. august 2017. I januar 2018 håbede han, at han var var klar til at spille igen i marts. Efter skadespausen spillede han første kamp den 22. april 2018 ude mod Dynamo Dresden, en kamp som holdet tabte 1-0. Samlet set spillede han 7 kampe og lavede en enkelt assist i sin debutsæson, men klubben rykkede efter 2017-18-sæsonen, hvor klubben endte på en sidsteplads, ned i 3. Bundesliga. Under Albæks første sæson havde han ligeledes haft tre forskellige træner.
Kontrakten med 1. FC Kaiserslautern indeholdt en klausul om, at Albæk kunne forlade klubben, hvis klubben rykkede ned. I stedet for at forlade klubben skrev han i starten af juni 2018 på en etårig forlængelse af sin kontrakt, således parterne havde papir på hinanden frem til sommeren 2019. Han var i løbet af sin tid i Kaiserslautern ydermere anfører.
Ved udgangen af juni 2019 havde Albæk kontraktudløb med den tyske klub, og han udtalte i den forbindelse, at der havde været uenigheder med klubbens ledelse, og han spillede derfor ikke de sidste tre kampe for klubben.

### SønderjyskE
Den 20. juni 2019 blev det offentliggjort, at Albæk skiftede til SønderjyskE, hvor han skrev under på en fireårig kontrakt. Han for juli-august kåret som månedens spiller i SønderjyskE.

## Titler

### Klub
SønderjyskE
- Sydbank Pokalen: 2020